# Degrassi: The Next Generation (4.ª temporada)
A quarta temporada de Degrassi: The Next Generation começou a ser exibida no Canadá em 7 de setembro de 2004, concluída em 14 de fevereiro de 2005 e contém vinte e dois episódios. Degrassi: The Next Generation é uma série de televisão dramática teen em série canadense. Esta temporada retrata a vida de um grupo de alunos do ensino médio e juniores enquanto lidam com alguns dos desafios e problemas que os adolescentes enfrentam, como bullying, famílias disfuncionais, tiroteios em escolas, distúrbios mentais, DSTs, deficiências, jogos de apostas, homossexualidade e relacionamentos inadequados entre alunos e professores.
Cada episódio tem o nome de uma música dos anos 80, com exceção do final da temporada de duas partes "Goin 'Down the Road", que recebeu o nome do filme canadense de 1970 Goin' Down the Road. As filmagens ocorreram entre abril e outubro de 2004.
Os primeiros seis episódios da quarta temporada foram ao ar às terças-feiras às 20h00. e 20h30 na CTV, uma rede de televisão terrestre canadense. Quando a temporada retornou aos horários em janeiro de 2005, após uma pausa durante o período de Natal, foi ao ar às segundas-feiras às 20h30. Nos Estados Unidos, foi transmitido pela The N, uma rede de cabo digital destinada a adolescentes e jovens adultos. A temporada foi lançada em DVD como um conjunto de quatro discos em 28 de novembro de 2006 pela Alliance Atlantis Home Entertainment no Canadá, e pela FUNimation Entertainment nos EUA em 24 de outubro de 2006. Os últimos três episódios também foram vendidos nos EUA, embalados juntos em dois lançamentos diferentes; uma versão foi "sem classificação, sem censura e sem cortes" e apresentava um comentário em áudio e outro material bônus, a outra versão "rated" e não apresentava o comentário em áudio. Usuários registrados das iTunes Store do Canadá e dos EUA também podem comprar e baixar a temporada para reprodução em computadores domésticos e determinados iPods. Esta foi a primeira temporada a lançar uma trilha sonora, Songs from Degrassi: The Next Generation estava disponível como um download digital em 1 de novembro de 2005.
A quarta temporada foi uma das temporadas de maior sucesso da Degrassi: The Next Generation. Dois episódios foram assistidos por quase um milhão de telespectadores canadenses e ajudaram a temporada a conquistar uma audiência média de 600.000, tornando-se o drama doméstico mais visto no Canadá. Nos EUA, um episódio da temporada foi assistido por mais de meio milhão de espectadores, a maior audiência que o The N já teve. Apenas três prêmios foram ganhos para a temporada, de um total de nove indicações.
A quarta temporada é considerada a mais sombria e controversa da série, devido a várias histórias que tratam de assuntos difíceis e sombrios, especialmente o episódio de duas partes "Time Stands Still", que envolve um tiroteio na escola. Isso atraiu mais atenção internacional do que originalmente.

## Elenco
A quarta temporada apresenta dezenove atores que recebem o faturamento de estrelas, com dezenove deles retornando da temporada anterior. Esta é a única temporada de "The Next Generation" que não adiciona nenhum personagem ao elenco principal (anteriormente recorrente ou não). Os membros do elenco que estão retornando incluem:
- Stacey Farber como Ellie Nash (13 episódios)
- Miriam McDonald como Emma Nelson (17 episódios)
- Aubrey Graham como Jimmy Brooks (16 episódios)
- Shane Kippel como Gavin "Spinner" Mason (16 episódios)
- Andrea Lewis como Hazel Aden (13 episódios)
- Cassie Steele como Manuela "Manny" Santos (18 episódios)
- Lauren Collins como Paige Michalchuk (16 episódios)
- Ryan Cooley como James Tiberius "J.T." Yorke (13 episódios)
- Melissa McIntyre como Ashley Kerwin (12 episódios)
- Jake Epstein como Craig Manning (21 episódios)
- Jake Goldsbie como Toby Isaacs (10 episódios)
- Sarah Barrable-Tishauer como Liberty Van Zandt (12 episódios)
- Amanda Stepto como Spike Nelson (8 episódios)
- Stefan Brogren como Archie "Snake" Simpson (16 episódios)
- Pat Mastroianni como Joey Jeremiah (8 episódios)
- Stacie Mistysyn como Caitlin Ryan (9 episódios)
- Daniel Clark como Sean Cameron (9 episódios)
- Dan Woods como Mr. Raditch (9 episódios)
- Adamo Ruggiero como Marco Del Rossi (17 episódios)

O ator da terceira temporada que não retornou em nenhuma categoria nesta temporada foi Christina Schmidt como Terri McGreggor.
Shenae Grimes, Dalmar Abuzeid e Christopher Jacot são apresentados em papéis recorrentes como Darcy Edwards, Danny Van Zandt e Matt Oleander, respectivamente. Retornando em seus papéis recorrentes são Ephraim Ellis como Rick Murray, John Bregar como Dylan Michalchuk, Deanna Casaluce como Alex Nuñez, Mike Lobel como Jay Hogart, Daniel Morrison como Chris Sharpe, Alex Steele como Angela Jeremiah, Melissa DiMarco como Daphne Hatzilakos, Linlyn Lue como a Sra. Kwan e Jennifer Podemski como a Sra. Sauve.
O diretor Kevin Smith e o astro convidado Jason Mewes são versões exageradas de si mesmos (Kevin é retratado como solteiro e sem filhos), que estão na Degrassi Community School nos últimos três episódios da temporada para trabalhar em Jay and Silent Bob Go. Canadian, Eh!, um longa-metragem fictício da série View Askewniverse que está usando a Degrassi Community School como local de filmagem. A cantora Alanis Morissette, que anteriormente interpretou Deus em outros dois filmes de Jay and Silent Bob, estrelou em “Goin 'Down the Road Part One” como ela mesma, interpretando a diretora da escola em Jay e Silent Bob Go Canadian, Eh!.

## Equipe técnica
A temporada foi produzida pela Epitome Pictures na associação CTV. O financiamento foi concedido pelo The Canadian Film ou Video Production Tax Credit e pelo Crédito Fiscal de Cinema e Televisão de Ontário, o Canadian Television Fund e o BCE-CTV Benefits, o Shaw Television Broadcast Fund, o Independent Production Fund, o Mountain Cable Program e o RBC Royal Bank.
Os produtores executivos da estação são Stephen Stohn, presidente da Epitome Pictures, e Linda Schuyler, co-criadora da franquia Degrassi. Aaron Martin foi promovido de editor executivo de estórias durante a terceira temporada para produtor executivo. O co-criador da Degrassi: The Next Generation, Yan Moore, serviu como consultor criativo e David Lowe foi o produtor da linha. Sean Reycraft e Shelley Scarrow atuaram como editores de histórias co-executivos. Brendon Yorke foi o editor da história e Miklos Perlus, o editor júnior da história. O editor foi Stephen Withrow, Stephen Stanley foi o designer de produção e o diretor de fotografia foi Gavin Smith.
Os roteiristas da temporada são Sean Carley, Richard Clark, R. Scott Cooper, James Hurst, Aaron Martin, Miklos Perlus, Sean Reycraft, Shelley Scarrow e Brandon Yorke. Kevin Smith foi autorizado a reescrever seu diálogo para os episódios em que ele apareceu. Graeme Campbell, Philip Earnshaw, Eleanore Lindo, Ron Murphy, Sudz Sutherland e Stefan Scaini dirigiram os episódios.

## Episódios
| № na série | № na temporada | Título                        | Exibição original       | Cód. de produção |
| ---------- | -------------- | ----------------------------- | ----------------------- | ---------------- |
| 60–61      | 1–2            | "Ghost in the Machine"        | 7 de setembro de 2004   | 401 & 402        |
| 62         | 3              | "King of Pain"                | 21 de setembro de 2004  | 403              |
| 63         | 4              | "Mercy Street"                | 21 de setembro de 2004  | 404              |
| 64         | 5              | "Anywhere I Lay My Head"      | 28 de setembro de 2004  | 405              |
| 65         | 6              | "Islands in the Stream"       | 28 de setembro de 2004  | 406              |
| 66         | 7              | "Time Stands Still"Part One   | 5 de outubro de 2004    | 407              |
| 67         | 8              | "Time Stands Still"Part Two   | 12 de outubro de 2004   | 408              |
| 68         | 9              | "Back in Black"               | 19 de outubro de 2004   | 409              |
| 69         | 10             | "Neutron Dance"               | 26 de outubro de 2004   | 410              |
| 70         | 11             | "Voices Carry"Part One        | 2 de novembro de 2004   | 411              |
| 71         | 12             | "Voices Carry"Part Two        | 9 de novembro de 2004   | 412              |
| 72         | 13             | "Bark at the Moon"            | 23 de novembro de 2004  | 413              |
| 73         | 14             | "Secret"Part One              | 30 de novembro de 2004  | 414              |
| 74         | 15             | "Secret"Part Two              | 7 de dezembro de 2004   | 415              |
| 75         | 16             | "Eye of the Tiger"            | 14 de dezembro de 2004  | 416              |
| 76         | 17             | "Queen of Hearts"             | 17 de janeiro de 2005   | 417              |
| 77         | 18             | "Modern Love"                 | 24 de janeiro de 2005   | 418              |
| 78         | 19             | "Moonlight Desires"           | 31 de janeiro de 2005   | 419              |
| 79         | 20             | "West End Girls"              | 31 de janeiro de 2005   | 420              |
| 80         | 21             | "Goin' Down the Road"Part One | 7 de fevereiro de 2005  | 421              |
| 81         | 22             | "Goin' Down the Road"Part Two | 14 de fevereiro de 2005 | 422              |